# Cassia chatelainiana
Cassia chatelainiana är en ärtväxtart som beskrevs av Charles Gaudichaud-Beaupré. Cassia chatelainiana ingår i släktet Cassia och familjen ärtväxter. Inga underarter finns listade i Catalogue of Life.